# Achala (deidad)

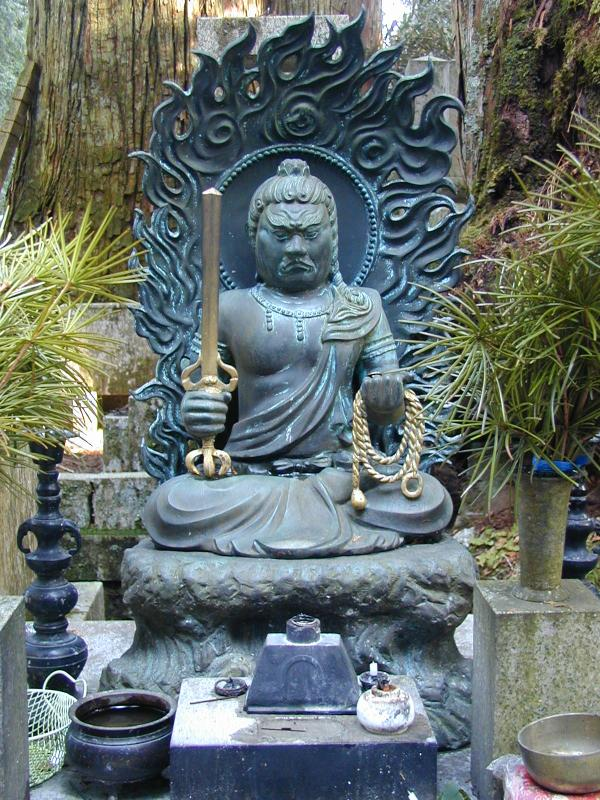
El dios Fudō Myō-ō en el templo de Okunoin, ubicado en el monte Kōya (Japón).

Fudō Myō-ō o Achala es una de las deidades guardianas del culto budista vasraiana (o budismo esotérico).
Es particularmente reverenciada por los practicantes del budismo en Japón.
Es una deidad protectora en el budismo shingon, por la cual es venerada en China, Tíbet y Nepal.
El nombre japonés 不動明王 [fudō myō-ō] significa ‘inamovible’.
El nombre sánscrito अचल [achala] significa también ‘inamovible’.
Es clasificado entre los vīdyārāja, o reyes de la sabiduría, y pertenece a los Myō-ō. Con la mano derecha empuña una espada flamígera para cercenar la cabeza del mal, y con la izquierda sujeta una cuerda para sacar a flote a sus aliados. Se le sitúa en el centro, entre los otros cuatro dioses situados en los cuatro puntos cardinales.
Se le representa rodeado de llamas porque lucha contra el mal en el mismo infierno.

## Mantras
Su mantra en sánscrito es:
नमः समन्त वज्राणां चण्डमहारोषण स्फोटय हूं त्रट हां मां
namaḥ samanta vajrāṇāṁ chaṇḍa-mahā-aroṣaṇa sphoṭaya hūṁ traṭ hāṁ māṁ.
Y en japonés:
のうまんく さんまんだあ ばあさらだん せんだあ まかろしゃあだあ そはたや うんたらたあ かんまん
nōmanku sanmandā bāsaradan sendā makaroshādā sohataya untaratā kanman.